# 皇家蘭域購物中心
皇家蘭域購物中心是澳洲新南威爾斯州雪梨蘭域的一座商場，位於雪梨商業中心區東南方。

## 外部連結
- Royal Randwick Shopping Centre Official Website （页面存档备份，存于）